# Argiotoxin
Argiotoxins  representan una clase de poliaminas, toxinas aisladas del orbe-tejedor ( Araneus gemma y Argiope lobata).

Chemical structure of argiopina (argiotoxin 636)